# Perry (Nueva York)
Perry es un pueblo ubicado en el condado de Wyoming en el estado estadounidense de Nueva York. En el año 2000 tenía una población de 6,654 habitantes y una densidad poblacional de 22 personas por km².

## Geografía
Perry se encuentra ubicado en las coordenadas 42°42′56.89″N 78°0′18.89″O / 42.7158028, -78.0052472.

## Demografía
Según la Oficina del Censo en 2000 los ingresos medios por hogar en la localidad eran de $39,455, y los ingresos medios por familia eran $44,743. Los hombres tenían unos ingresos medios de $30,880 frente a los $21,674 para las mujeres. La renta per cápita para la localidad era de $16,441. Alrededor del 8.7% de la población estaban por debajo del umbral de pobreza.